# Vatoa
Ostrov Vatoa (dříve známý jako Želví ostrov) je odlehlým ostrovem patřícím k fidžijskému souostroví Lau.
Vatoa byl jediným ostrovem dnešního Fidži, navštívený Jamesem Cookem. Přijel tam 3. července 1774. Několik námořníků z jeho výpravy se vylodilo na břeh a marně pátralo po vodě a želvách.
V roce 2016 zasáhlo Vatou silné zemětřesení o síle 6,9 stupně momentové škály.